# Drymonia fusca
Drymonia fusca är en fjärilsart som beskrevs av Hans Rebel 1910. Drymonia fusca ingår i släktet Drymonia och familjen tandspinnare. Inga underarter finns listade i Catalogue of Life.